# 保加利亞社會黨
保加利亞社會黨是保加利亞社會民主主義政黨，前身為保加利亞共產黨。保加利亞社會黨現在為歐洲社會黨和社會黨國際的成員，领袖為謝爾蓋·斯塔尼舍夫。

## 歷史
保加利亞社會黨的历史可以追溯至1891年成立的保加利亞社會民主工黨和1903年成立的保加利亞社會民主工黨（紧密派社會主義者），因此該黨被稱為「百歲老人」。
1990年3月，保加利亞共產黨宣布放弃馬克思列寧主義，改名保加利亞社會黨。
1995年，社會黨成為執政黨，詹·維德諾夫就任總理。1996年，保加利亞爆發惡性通貨膨脹，為該國近代最嚴重的經濟和金融危機。大規模示威活動、罷工阻止社會黨籌組新政府。
執政兩任（1997年—2005年）後，社會黨和盟友組成的为了保加利亚联盟在2005年以31%的得票率贏得議會選舉，社會黨與中間派的西美昂二世全國運動、權利與自由運動籌組政府。謝爾蓋·斯塔尼舍夫就任總理。內閣採納接近右翼的經濟自由主義模型（10%單一稅 與削減政府支出），建立過去數年的經濟成長與穩定，同時增加了國家支付的工資和養老金。然而在執政聯盟第二任期，為歐盟成員的保加利亞因政治腐敗而失去數百萬歐元的歐洲金融援助。執政團隊也無法對世界金融危機做出反應，在數年盈餘後出現預算赤字。
2009年保加利亞選舉，社會黨大敗給保守主義的保加利亞歐洲發展公民黨，成為反對黨。2016年支持獨立參選人魯門·拉德夫後擊敗公民黨重返執政地位。
前任保加利亞總統格奧爾基·珀爾瓦諾夫曾任该党领袖。

## 外部連結
- 官方網站（页面存档备份，存于）